# Ватерполо репрезентација Грчке
Ватерполо репрезентација Грчке представља Грчку на међународним ватерполо такмичењима. 

## Резултати на међународним такмичењима

### Олимпијске игре
- 1900 - 1912: Није се квалификовала
- 1920: Четвртфинале
- 1924: Осмина финала
- 1928 - 1936: Није се квалификовала
- 1948: 13. место
- 1952 - 1964: Није се квалификовала
- 1968: 14. место
- 1972: 14. место
- 1976: Није се квалификовала
- 1980: 10. место
- 1984: 8. место
- 1988: 9. место
- 1992: 10. место
- 1996: 6. место
- 2000: 10. место
- 2004: 4. место
- 2008: 7. место
- 2012: 9. место
- 2016: 6. место
- 2020:  2. место
- 2024: 5. место

### Светско првенство
| - 1973: 12. место - 1975: Није се квалификовала - 1978: 12. место - 1982: 12. место - 1986: 11. место - 1991: 10. место - 1994: 7. место | - 1998: 8. место - 2001: 6. место - 2003: 4. место - 2005: 3. место - 2007: 6. место - 2009: Није се квалификовала - 2011: Није се квалификовала | - 2013: 6. место - 2015: 3. место - 2017: 4. место - 2019: 7. место - 2022: 3. место - 2023: 2. место - 2024: 5. место |

### Европско првенство
| - 1926 - 1966: Није се квалификовала - 1970: 10. место - 1974: Није се квалификовала - 1977: Није се квалификовала - 1981: Није се квалификовала - 1983: Није се квалификовала - 1985: 8. место - 1987: Није се квалификовала - 1993: 7. место |  | - 1995: 9. место - 1997: 7. место - 1999: 3. место - 2001: 7. место - 2003: 8. место - 2006: 6. место - 1989: 11. место - 1991: 6. место - 2008: 11. место |  | - 2010: 9. место - 2012: 6. место - 2014: 6. место - 2016: 4. место - 2018: 5. место - 2020: 7. место - 2022: 5. место - 2024: 5. место |

### Светски куп
| - 1979 - 1983: Није се квалификовала - 1985: 8. место - 1987: 8. место - 1989 - 1991: Није се квалификовала - 1993: 7. место |  | - 1995: 8. место - 1997: 2. место - 1999: 7. место - 2002: 5. место - 2006: 7. место |  | - 2010: Није се квалификовала - 2014: Није се квалификовала - 2018: Није се квалификовала - 2023: 5. место |

### Светска лига
| - 2002: 4. место - 2003: 5. место - 2004: 3. место - 2005: 6. место - 2006: 3. место - 2007: Квалификациони турнир - 2008: 8. место |  | - 2009: Квалификациони турнир - 2010: Квалификациони турнир - 2011: Квалификациони турнир - 2012: Квалификациони турнир - 2013: Квалификациони турнир - 2014: Квалификациони турнир - 2015: Квалификациони турнир |  | - 2016: 3. место - 2017: Квалификациони турнир - 2018: Квалификациони турнир - 2019: 7. место - 2020: 3. место - 2022: 7. место |

### Медитеранске игре
| - 1951: 3. место - 1967: 4. место - 1971: 4. место - 1975: 4. место - 1979: 4. место - 1983: 5. место |  | - 1987: 4. место - 1991: 3. место - 1993: 3. место - 1997: 5. место - 2001: 7. место - 2005: 5. место |  | - 2009: 7. место - 2013: 3. место - 2018: 2. место - 2022: 5. место |